# Feriştah Senem Yıldırım
Feriştah Senem Yıldırım (* 26. April 1990 in Izmir) ist eine türkische Schauspielerin.

## Leben und Karriere
Yıldırım wurde am 26. April 1990 in 
Izmir geboren. Sie studierte der Yaşar Universität in Izmir und setzte ihre Ausbildung an der New York Film Academy in Los Angeles fort. Nach ihrer Rückkehr in die Türkei zog sie nach Istanbul und übernahm 2016 die Rolle der Songül im Film Osman Pazarlama. Im selben Jahr war sie in Prey zu sehen. Anschließend spielte sie 2024 in dem Film Lumme mit. Unter anderem trat Yıldırım in dem Film Dedemin Gözyaşları auf.

## Filmografie
- 2016: Osman Pazarlama
- 2016: Prey
- 2024: Lumme
- 2024: Dedemin Gözyaşları